# Ján Herda
Ján Herda (* 13. února 1958) je bývalý československý fotbalista, útočník.

## Fotbalová kariéra
V lize hrál za TJ Vítkovice. V československé lize nastoupil ve 22 utkáních a dal 3 góly.

## Ligová bilance
| Ročník                                   | Zápasy | Góly | Klub         |
| ---------------------------------------- | ------ | ---- | ------------ |
| 1. československá fotbalová liga 1983/84 | 13     | 3    | TJ Vítkovice |
| 1. československá fotbalová liga 1984/85 | 9      | 0    | TJ Vítkovice |
| CELKEM                                   | 22     | 0    |              |